# 傘 (竹仲絵里の曲)
「傘」（かさ）は、竹仲絵里のメジャー7枚目、通算9枚目のシングル。

## 概要
前作から約1年ぶりのシングルである。
「黄色い花 -Wedding Story-」、高野健一とのコラボ曲「会いにゆきます feat. 竹仲絵里」に続く結婚三部作の最終章。竹仲自身が結婚に対する想いや憧れなど描いてみた曲。
カップリング曲「太陽カフェ」はおおはた雄一の同名曲をカバー。今回は本人を迎えてカバーすることになる。

## 収録曲
1. 傘
  - 作詞・作曲：竹仲絵里／編曲：松岡モトキ、伊藤隆博
2. Smile Smile Smile
  - 作詞・作曲：竹仲絵里／編曲：松岡モトキ、阿部尚徳
3. 太陽カフェ／竹仲絵里 と おおはた雄一
  - 作詞・作曲・編曲：おおはた雄一